# USS Delphy (DD-261)
USS Delphy (DD-261) – amerykański niszczyciel typu Clemson służący w United States Navy po I wojnie światowej. Nazwany po Richardzie Delphy, był okrętem prowadzącym w czasie katastrofy przy Honda Point.
„Delphy” został zwodowany 18 lipca 1918 w Bethlehem Shipbuilding Corporation, Squantum w stanie Massachusetts. Matką chrzestną była pani A. H. Sims − żona kontradmirała Williama Simsa. Okręt został przyjęty do służby 30 listopada 1918 z komandorem porucznikiem R. A. Dawesem jako dowódcą.
Zanim niszczyciel dołączył do Floty Atlantyckiej testował urządzenia do wykrywania okrętów podwodnych w New London w stanie Connecticut w dniach 23–31 grudnia 1918 i pomagał ratować ludzi ze statku „Northern Pacific”, który wszedł na mieliznę w dniu 1 stycznia 1919. 14 stycznia 1919 „Delphy” wypłynął z Nowego Jorku na zimowe manewry i ćwiczenia torpedowe na Karaiby. Po powrocie do Nowego Jorku 14 kwietnia z Flotą, popłynął z Bostonu ostatniego dnia miesiąca w ramach przygotowań do pierwszego transatlantyckiego lotu wodnosamolotu NC-4.
„Delphy” wypłynął 19 listopada 1919 z Bostonu na Zachodnie Wybrzeże, docierając do San Diego 22 grudnia. Kontrtorpedowiec dołączył do Dywizjonu Niszczycieli Floty Pacyfiku, z którym prowadził ćwiczenia torpedowe. Został przeniesiony do rezerwy 12 lipca. Pozostawał w San Diego do 27 grudnia, kiedy popłynął wraz z innymi okrętami z Dywizji Niszczycieli Rezerwowych do Bremerton, gdzie dotarł 4 stycznia 1921 na rozległy przegląd w Stoczni Marynarki Puget Sound.
Pomiędzy 22 lipca 1921 i 20 marca 1922 „Delphy” operował z San Diego z połową załogi, później znowu przeszedł przegląd. Popłynął wraz z Battle Fleet na ćwiczenia w pobliżu Balboa w Panamie, trwające od 6 lutego do 11 kwietnia 1923, później prowadził ćwiczenia torpedowe w pobliżu San Diego. 25 lipca wyszedł wraz z 31 Dywizją Niszczycieli w rejs w kierunku stanu Washington na letnie manewry z Battle Fleet.
„Delphy” był prowadzącym okrętem, gdy siedem niszczycieli rozbiło się na skałach na wybrzeżu stanu Kalifornia w burzliwej pogodzie 8 września. Cały przypadek stał się później znany jako katastrofa przy Przylądku Honda. DD-261 uderzył w skały burtą i przełamał się. Jego rufa pozostała pod wodą. W wypadku zginęło 3 marynarzy a 15 zostało rannych.
Oficjalnie okręt został wycofany ze służby 26 października 1923 i został sprzedany jako wrak 19 października 1925.
Do roku 2005 żaden inny okręt amerykański nie nosił nazwy „Delphy”.